# 阮惟
阮惟（越南语：／；1810年1月25日—1861年），原名阮文惟，字汝賢（越南语：／），越南阮朝官員、將領。

## 生平
阮惟是承天府豐田縣政祿總唐隆社（今屬承天順化省豐田縣豐彰社唐隆村）人，嘉隆八年十二月二十一日（1810年1月25日）出生，兄長阮知方是阮朝重臣。明命年間，阮惟多次參加鄉試，考中秀才。紹治元年（1841年），阮惟再次參加承天場鄉試，考中舉人。次年（1842年），會試中格，庭試考中進士。
阮惟初授翰林院編修，不久入閣行走。累升修撰，參與編輯《圖繪詩集》。紹治五年（1845年），阮惟升署新安知府。嗣德三年（1850年），歷署弘化、廣寧知府，政績顯著，布政使杜登第上疏推薦阮惟，獲得嗣德帝嘉賞，特准實授知府。次年（1851年），阮惟改任集賢院侍讀，充經筵起居注。
嗣德五年（1852年），阮惟升授侍講學士，充如清乙副使，隨范芝香、潘輝泳出使清朝。當時中國國內動亂，使團長期滯留中國，無法回國。嗣德八年（1855年），使團通過海路回國。阮惟擢授鴻臚寺卿，辦理吏部事務，不久充辦內閣事務。嗣德九年（1856年），法國炮擊峴港，阮惟會同陶致籌辦防務。嗣德十一年（1858年），法船再度炮擊峴港，阮知方以軍情緊急上奏，阮惟毅然請命前往，嗣德帝任命阮惟為贊理軍務。不久法船離開峴港，阮惟回京復命，升任光祿寺卿，仍充辦內閣事務。
嗣德十二年（1859年），法軍入侵嘉定省，阮惟出任定邊軍次贊理，抵禦法軍入侵。嗣德十三年（1860年），阮惟因久歷無功，降為郎中。嗣德十四年（1861年），法軍攻克嘉定大屯，阮惟和尊室竧戰死。嗣德帝下令將阮惟棺柩護送回鄉安葬，并追贈他為兵部參知。
嗣德二十八年（1875年），嗣德帝下令在唐隆社建忠義祠，以阮惟陪祀阮知方。

## 子女
- 子阮敬，蔭授檢討
- 子阮涵，國子監蔭生